# لشنتسه‌ایشتواند
لِشِنتسِه‌ایشتواند (به مجاری:  Lesenceistvánd) یک شهرداری در مجارستان است که در ناحیه تاپولتسا واقع شده‌است. لشنتسه‌ایشتواند ۸٫۶۴ کیلومتر مربع مساحت و ۹۷۵ نفر جمعیت دارد.